# Thecturota demissa
Thecturota demissa är en skalbaggsart som beskrevs av Thomas Casey 1893. Thecturota demissa ingår i släktet Thecturota och familjen kortvingar. Inga underarter finns listade i Catalogue of Life.